# Зеедорф (Урі)
Зеедорф (нім. Seedorf UR) — громада  в Швейцарії в кантоні Урі.

## Географія
Громада розташована на відстані близько 90 км на схід від Берна, 2 км на захід від Альтдорфа.
Зеедорф має площу 19,3 км², з яких на 5,4% дозволяється будівництво (житлове та будівництво доріг), 16,3% використовуються в сільськогосподарських цілях, 48,5% зайнято лісами, 29,7% не є продуктивними (річки, льодовики або гори).

## Демографія
2019 року в громаді мешкало 2051 особа (+6,5% порівняно з 2010 роком), іноземців було 7%. Густота населення становила 106 осіб/км².
За віковим діапазоном населення розподілялося таким чином: 25,7% — особи молодші 20 років, 58,3% — особи у віці 20—64 років, 15,9% — особи у віці 65 років та старші. Було 792 помешкань (у середньому 2,6 особи в помешканні).
Із загальної кількості 703 працюючих 37 було зайнятих в первинному секторі, 350 — в обробній промисловості, 316 — в галузі послуг.